# Xã Wanamingo, Quận Goodhue, Minnesota
Xã Wanamingo (tiếng Anh: Wanamingo Township) là một xã thuộc quận Goodhue, tiểu bang Minnesota, Hoa Kỳ. Năm 2010, dân số của xã này là 456 người.